# Yasmin Tuyakova
Yasmin Tuyakova (12 giugno 2006) è una nuotatrice artistica kazaka.

## Palmarès
- Giochi asiatici

Hangzhou 2022: bronzo nel duo.

### Coppa del Mondo
- 1 podio:
  - 1 terzo posto (1 nella gara a squadre)